# GEDmatch
Pour un article plus général, voir ADN récréatif.

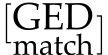
Lototype de GEDmatch.

GEDmatch est un site web de généalogie et une base de données génomique ouverte basé à Lake Worth, en Floride.
Le site web a obtenu une couverture médiatique importante en avril 2018 après que la police américaine a révélé avoir utilisé le site pour identifier le Golden State Killer,, un tueur en série qui a sévi en Californie dans les années 1970 et 1980. La police qui possédait l'ADN du tueur, n'avait pas réussi à l'identifier, ni lui, ni un membre de sa famille dans les bases de données d'ADN de la police mais a réussi à retrouver l'ADN d'un de ses cousins éloignés dans la base GEDmatch et ainsi par d'autres recoupements à remonter jusqu'au tueur.